# NGC 1695
NGC 1695 (другое обозначение — ESO 56-SC3) — рассеянное скопление в созвездии Золотой Рыбы, расположенное в Большом Магеллановом Облаке. Открыто Джоном Гершелем в 1834 году. Описание Дрейера: «тусклый, маленький объект круглой формы». 
Возраст скопления составляет порядка 70 миллионов лет. Содержание тяжёлых элементов в звёздах скопления всего на 4% меньше солнечного.
Этот объект входит в число перечисленных в оригинальной редакции «Нового общего каталога».